# Dampfstraßenbahn Lagos
| Dampfstraßenbahn Lagos | Dampfstraßenbahn Lagos |
| --- | ---------------------- |
| Gelenklokomotive Nr. 101 der Lagos Government Railway, die 1901 von der Hunslet Engine Co. Ltd in Leeds gebaut wurde. Sie war eine der drei Lokomotiven der ersten Loses mit den Werks-Nummern 751–753 und LGR-Nummern 101–103, hier ohne Radabdeckungen |                        |
| Konventionelle Bagnall-Dampflokomotive mit einem Güterzug hinter einer Hunslet-Gelenklokomotive mit einem Personenzug im Depot der Lagos Government Railway um 1912.                                                                                     |                        |
| Streckenlänge: | 4,4 km                 |
| Spurweite: | 2 Fuß 6 Zoll = 762 mm  |
| Minimaler Radius: | 80 Fuß = 24,4 m        |
| |                        |
| Betriebsgeschwindigkeit: | 7¾ mph = 12,5 km/h     |

Die Dampfstraßenbahn Lagos war eine von 1902 bis 1933 betriebene, 4,4 km lange Schmalspurbahn mit einer Spurweite von 2 Fuß 6 Zoll (762 mm) in Lagos in Nigeria. Sie wurde von 1902 bis 1914 zum Personen- und Güterverkehr eingesetzt von 1906 bis 1933 für den Fäkalientransport. 

## Güter- und Personenbahn
Zwischen 1901 und 1902 führten öffentliche Hygiene- und Mückenbekämpfungsaktionen zum Bau einer eisernen Brücke über den Five Cowrie Creek und Sumpflandgewinnungsprojekten in Kokomaiko. Als die Kolonialregierung die Eisenbahnstrecke von Lagos nach Ibadan fertigstellte, endete diese am Iddo-Kopfbahnhof gegenüber von Lagos, und es musste ein System entwickelt werden, um Iddo mit dem Hafen von Lagos und anderen Gebieten der Insel zu verbinden. Im Jahr 1901 wurde mit dem Bau einer eingleisigen Strecke über die Carter-Brücke begonnen. Die Straßenbahn wurde 1902 für den öffentlichen Personenverkehr eingeweiht. Die Personenzüge fuhren von Kokomaiko auf der Marina-Seite von Lagos in nördlicher Richtung am Zollkai vorbei und dann links in die Balogun Street und von dort über Ereko, Ebute Ero, Idumota und Carter Bridge zum Iddo-Kopfbahnhof. Die Passagierlinie war eines der frühesten öffentlichen Verkehrsmittel in Lagos. Sie transportierte Reisende, Händler und Arbeiter vom Bahnhof in Iddo nach Lagos.
Die eingleisige Straßenbahnstrecke mit 7 Ausweichstellen hatte eine Spurweite von 2 Fuß 6 Zoll (762 mm). Am Iddo-Terminal gab es ein Ausziehgleis und Abstellgleise bei den Lagerhäusern. Die 4,4 km lange Fahrt von Marina über die Carter Bidge dauerte bei einer durchschnittlichen Geschwindigkeit 12,5 km/h fahrplanmäßig 21 Minuten.
Die Eisenbahnwagen wurden von Ashbury Railway Carriage and Iron Company Ltd gebaut. Es gab 10 Personenwagen und 20 Güterwagen.

## Fäkalienbahn
Ab 1906 fuhr außerdem die Kokomaiko genannte Fäkalienbahn von Agarawu über die Massey Street, die Cow Lane, die George V Street, Onikan-Kreuzung und Five Cowrie Bridge bis zur Dejection Jetty. Die Straßenbahn transportierte vor allem Fäkalien. Das Wort Kokomaiko beschreibt lautmalerisch das Geräusch der Lokomotiven.

## Lokomotiven
Die Dampfstraßenbahn Lagos hatte fünf 0-4-4-Lokomotiven Nr. 101 bis 105, die von der Hunslet Engine Co. Ltd. in Leeds gebaut wurden. Die Lokomotiven Nr. 101–103 wurden 1910 mit den Werknummern 751–753 gebaut, und Nr. 104–105 wurden 1910 mit den Werksnummern 1016–1017 gebaut. Sie hatten außen liegende Zylinder mit 6¼ Zoll × 8 Zoll (159 × 203 mm) Bohrung × Hub und einem Raddurchmesser von 1 Fuß 6½ in (470 mm).
Die Fäkalienbahn besaß zwei 0-4-0-Satteltanklokomotiven von W. G. Bagnall Ltd. aus Stafford. Sie hatten außen liegende Zylinder mit 7 Zoll × 12 Zoll (178 × 305 mm) und einem Raddurchmesser von 1 Fuß 9½ Zoll (521 mm). Die 1906 gebaute Lokomotive mit der Werksnummer 1779 hieß Kokomaiko und die 1911 mit der Werksnummer 1944 gebaute hatte kein Namensschild wurde aber umgangssprachlich New Sanitary genannt.